# Johannes Rath (Missionar)

Johannes Rath (vor 1903)

Johannes Rath (* 31. Januar 1816 in Wien; † 6. Juni 1903 in Kuils River, Kapkolonie) war ein lutherischer Missionar und Sprachwissenschaftler im späteren Deutsch-Südwestafrika (heute Namibia). Seine besonderen Verdienste bestehen in der grundlegenden Forschungsarbeit des Otjiherero.
Rath war von 1849 bis 1859 mit Anna Rath, geborene Jörris, verheiratet. Sie hatten sechs Kinder, drei Jungen und drei Mädchen.

## Leben

### Frühe Jugend und Ausbildung zum Missionar
Johannes Rath kam in Wien zur Welt, über seine frühe Kindheit und seine Familie ist nichts bekannt. Raths Mutter starb bereits im November 1822 und sein Vater im Dezember 1834.
Mit vierzehn Jahren trat Rath eine Lehre als Weber an. Im Sommer 1837 reiste er für ein Jahr nach München, um dort in seinem Berufsfeld Erfahrungen zu sammeln und arbeitete in einer Fabrik. Durch einen Arbeitskollegen erhielt er eine Ausgabe des Neuen Testaments in deutscher Sprache, was ihn zu intensiven Studien des Werks und 1839 schließlich zum Austritt aus der römisch-katholischen Kirche anregte. Im November 1839 meldete er sich in Elberfeld zum Übertritt und wurde am 12. April 1840, dem Palmsonntag des folgenden Jahres, in die evangelische Kirche aufgenommen. Wie er aus München auf die Gemeinde in Elberfeld aufmerksam wurde, ist unklar.
Lediglich einen Monat später meldete sich Rath bei Johann Heinrich Richter, dem damaligen Inspektor der Rheinischen Missionsgesellschaft, zur Ausbildung zum Missionar und trat am 26. Oktober 1840 in das Missionshaus in Barmen ein, wo die Missionare der Rheinischen Missionsgesellschaft zu der Zeit ausgebildet wurden.
Am 26. Juni 1844 beschloss die Generalversammlung der Mission, Rath und Heinrich Scheppmann ins südliche Afrika zu schicken, um gemeinsam mit dem bereits vor Ort tätigen Carl Hugo Hahn die Mission des Volks der Herero aufzubauen. Nach ihrem Examen am 4. Juli wurden die beiden Männer am 14. August ordiniert, verließen Deutschland wenige Wochen später und reisten über Amsterdam und Kapstadt nach Stellenbosch, wo sie das Weihnachtsfest verbrachten. Am 4. Januar 1845 trafen sie als erste Mitglieder der Rheinischen Mission auf dem Seeweg in Walvis Bay ein. Rath und Scheppmann warteten dort bis zum 12. März als Gäste des englischen Händlers Dixon, bis der Stammesführer Jonker Afrikaner, in dessen Machtbereich die Missionare tätig werden sollten, sie abholte und nach Otjikango begleitete. Am 9. April 1845 erreichte Rath gemeinsam mit Scheppmann und den weiteren Missionaren Kleinschmidt und Bam den Ort, wo er zunächst bei Hahn und dessen Frau Emma wohnte und arbeitete.

### Tätigkeit in Otjikango und Otjimbingue
Rath wurde in der Folge in vielfältiger Weise an seiner neuen Wirkungsstätte tätig. So wurde er beauftragt, an einem Zubringer des von Jonker zuvor errichteten sog. Baiwegs, einem befestigten Treckweg von Walvis Bay nach Windhuk zu arbeiten und verließ dazu Otjikango am 4. Dezember 1845 mit acht Einheimischen. Er kehrte jedoch schon nach zwei Wochen wieder zurück, da er nicht genug Proviant für alle Arbeiter mit sich führte, und erweiterte den Baiweg auf einer späteren Reise.
Ende 1845 war die Gegend von ungewöhnlich starker Trockenheit betroffen und Anfang 1846 wurde der Mangel an Lebensmitteln auf der Station Otjikango so groß, dass Jonker den Missionaren mit Schlachtvieh aushelfen musste. Rath wurde schließlich beauftragt, in Walvis Bay Vorräte zu kaufen und verließ Otjikango dazu am 28. Januar 1846. Da ihn unterwegs die Nachricht erreichte, dass es auch in Walvis Bay nicht genug Lebensmittel zu kaufen gäbe, reiste er nach Kapstadt weiter. Seinen unerwarteten Aufenthalt dort nutzte er unter anderem auch dazu, das erste Lesebuch in Otjiherero, der Sprache der Herero, drucken zu lassen, das er in seinen ersten Monaten in Otjikango erarbeitet hatte. Die Rückreise trat er zusammen mit dem norwegischen Missionar Hans Christian Knudsen an und erreichte Otjikango am 19. Dezember 1846.

#### Gründung von Otjimbingue
Am 21. März 1848 heiratete Johannes Rath in Walvis Bay die Deutsche Anna Jörris (1822–1859). Am folgenden Tag verließen die Brautleute die Küste gemeinsam mit dem Missionar Friedrich Wilhelm Kolbe und erreichten Otjikango im folgenden Monat.
Ein Jahr später beschlossen die anwesenden Missionare Hahn, Rath, Kolbe, Kleinschmidt und der inzwischen in Rehoboth tätige Franz Heinrich Vollmer auf einer Konferenz von 19. bis 28. April 1849 in Otjikango, dass Rath eine Verbindungsstation auf halbem Weg zwischen Walvis Bay und Otjikango anlegen sollte.
Schon während er am Baiweg tätig gewesen war, hatte Rath an einen fruchtbaren Platz mit einer Quelle gefunden, der sich für eine Missionsstation eignen würde und somit zur neuen Zweigstelle erklärt wurde. Nach einer Zwischenstation in Rehoboth im Mai und Juni 1849, wo sich Raths Frau von der Geburt ihrer Tochter Katharina Emma erholte, reiste die Familie am 20. Juni nach Otjikango, verließ die Station aber schon wieder am 4. Juli, um vier Tage später die neue Missionsstation am Flussbett des Swakop zu gründen. Rath benannte die Station zunächst Richtersfeld zu Ehren des Missionsinspektors Richter, der Name änderte sich aber bald in Otjimbingwe.
In der Folge ließen sich die ersten Herero in Otjimbingwe nieder und die Einwohnerzahl pendelte sich bei etwa 200 Personen ein, wobei die Station hauptsächlich ärmere Bevölkerungsschichten anzog, die einerseits Schutz vor Jonkers Raubzügen suchten, andererseits auch auf Handelsmöglichkeiten mit vorbeiziehenden Europäern hofften.
Der Gottesdienst fand zunächst im Haus der Familie Rath, das diese am 17. Oktober 1849 bezogen hatte, statt und ab 1850 in einer behelfsmäßig errichteten Schule. Die heutige Kirche von Otjimbingwe wurde von Hahn erbaut und am 1. Dezember 1867 geweiht.
Anfang 1851 reiste die Familie erneut nach Rehoboth zur Missionarsfamilie Kleinschmidt, da Anna Rath die Geburt ihres zweiten Kindes erwartete und es in der Region Otjimbingwe keinerlei medizinische Versorgung nach europäischen Vorstellungen gab.
Generell gestaltete sich die Missionsarbeit schwierig. Das Unternehmen litt nicht nur unter den schlechten Erträgen der Feldarbeit, sondern auch unter den ständigen Raubzügen und gewalttätigen Übergriffen zwischen Nama-, Orlam- und Herero-Gruppen. Bereits am 1. Januar 1851 kam es zu einem Überfall auf Otjimbingwe, der jedoch im Gegensatz zu jenen auf benachbarte Stationen unblutig verlief. Rath konnte die Eindringlinge beruhigen und überredete sie sogar dazu, einem Gottesdienst beizuwohnen. Im Morgengrauen des 29. Juli 1852 überfiel eine Gruppe Nama die Station. Der gerade anwesende Missionar Heinrich Schöneberg und Raths Familie verbarrikadierten sich im Haus, während Rath Kontakt zu den Eindringlingen aufnahm, aber von diesen misshandelt wurde, während über 100 Einwohner der Station bei dem Überfall getötet wurden.
In der Folge verließ die Familie Raths die Station in Richtung Südafrika, auch, weil sich Anna Rath eine schwere Augenentzündung zugezogen hatte. Rath blieb zunächst noch vor Ort, gab aber die Station Anfang 1853 auf und traf Mitte Mai in Kapstadt ein. Die Familie siedelte sich in Worcester an, kehrte aber nach Namibia zurück und erreichte die Station schließlich am 10. Oktober 1854, um die Mission der Herero fortzusetzen.
Kurz vor Weihnachten 1854 ließen sich mit Raths Erlaubnis einige europäische Kupfergräber in Otjimbingwe nieder und im folgenden Jahr eröffnete die neu gegründete Walvis Bay Mining Company (WBMC) in der Nähe von Otjimbingwe eine Zwischenstation auf dem Weg von den Minen im Landesinneren zur Küste, wodurch der Ort einen Aufschwung erlebte und an Bedeutung zunahm. Der Zuzug der Minenarbeiter brachte aber auch Probleme, zum Beispiel durch zunehmenden Alkoholismus, mit sich, die die Mission Raths zusätzlich erschwerten.

### Reisetätigkeiten
Bereits im April 1850 begab sich Rath mit einigen einheimischen Männern auf eine einwöchige Reise zu Erkundungszwecken zum nördlich von Otjimbingwe gelegenen Erongogebirge.
Angeregt durch Beschreibungen der Reisenden Francis Galton und Karl Johan Andersson plante Rath ab 1852 zusammen mit Hahn Reisen zu den Ovambo im Norden Namibias, um Möglichkeiten, die Missionstätigkeit hierin zu erweitern, zu erkunden. Jonker hatte den Missionaren derartige Unternehmungen allerdings untersagt, da er auch das Ovamboland als seinen Machtbereich ansah. Ein Versuch einer Reise scheiterte im Mai 1852 an einer Erkrankung Raths. 1855 erhielt er aber auch von offizieller Seite der Missionsleitung den Auftrag, den Norden des Landes zu erkunden. Im Frühjahr 1857 brach er, wiederum von Hahn und einigen Einheimischen begleitet, schließlich dorthin auf. Ziel der Reise war der Kunene. Unterwegs stieß der kanadische Jäger und Forschungsreisende Frederick Thomas Green zu der Gruppe.
Die Reisenden erreichten schließlich im Juli 1857 einen Ovambo Stamm, der um das heutige Olukonda siedelte. Der lokale Herrscher Nangoro sicherte ihnen zunächst freien Durchzug durch das Gebiet zu, verweigerte diesen aber im Nachhinein. Als die Gruppe am 30. Juli Richtung Süden abziehen wollte, kam es zu einer gewaltsamen Auseinandersetzung mit Schusswechsel in deren Folge einer der Begleiter der Missionare sowie eine Anzahl Ovambo getötet wurde. Die Erkundung wurde daraufhin abgebrochen und die Gruppe erreichte am 11. September die Station Otjimbingwe.
Zu der Expedition und ihrem unerwarteten Ausgang wurde in diversen Missionsblättern und in Fachzeitschriften ausführlich publiziert, auch weil zu dieser Zeit das Interesse an den zahlreichen Erkundungsreisen durch Afrika ausgesprochen groß war.

### Die Katastrophe derFloraund späte Jahre
Am 20. Oktober 1858 verließ Rath mit seiner Familie erneut die Station, um nach Stellenbosch zu reisen, wo seine älteren Töchter die Schule besuchen sollten. Rath nutzte den Aufenthalt in Kapstadt erneut für die Publizierung und Druck einer seiner Herero-Übersetzungen.
Auf der Rückreise von Kapstadt nach Walvis Bay lief ihr Schiff Flora auf Grund und Raths Frau sowie vier ihrer gemeinsamen Kinder kamen bei dem Unglück ums Leben. Rath kehrte am 16. April nach Otjimbingwe zurück, konnte aber die Missionstätigkeit aufgrund des schweren Schicksalsschlags nicht weiter fortführen und bat um Versetzung nach Südafrika, um in der Nähe der verbliebenen Töchter sein zu können. Der Bitte wurde seitens der Missionsleitung schließlich im März 1861 entsprochen. Um diese Zeit endete auch temporär die Missionstätigkeit der anderen Stationen im Hererogebiet.
Rath trat am 2. April 1862 in Sarepta, heute ein Vorort von Kapstadt, seine neue Stelle als Prediger an. Sarepta war davor eine Zweigstelle der Missionsstation Stellenbosch gewesen, wurde aber durch Raths Amtsantritt zur Hauptstation erhoben. Ein Angebot nach Deutschland zurückzukehren, um an der Barmer Missionsstation zu arbeiten, lehnte Rath Mitte 1873 ab. Er blieb Prediger bis zu seiner Pensionierung 1892 und verbrachte die folgenden Jahre als Emeritus bei seinen beiden Töchtern in Stellenbosch und Wellington.
Johannes Rath verstarb am 6. Juni 1903 im Alter von 87 Jahren in Sarepta.

## Linguistische Forschungen
In seiner Zeit als Missionar leistete Rath, auch gemeinsam mit seinem Kollegen Hahn, grundlegende Forschungsarbeit zur Sprache der Herero. Der Druck seines Buchstabir- und Lautirbuchs wurde in ganz Europa zur Kenntnis genommen und in Fachkreisen als großer Fortschritt sowohl in der Mission als auch in der Linguistik geschätzt. Weitere Verdienste, die sowohl Rath als auch Hahn zugerechnet werden, ist die Schaffung einer christlichen Herero Fachsprache, vor allem durch Umdeutung oder Erweiterung existierender Begriffe der Herero-Sprache in den christlichen Kontext. Letztlich verfügten die Herero vor der Ankunft der Missionare auch nicht über eine graphische Repräsentation ihrer Sprache. Diese wurde erst von Hahn und Rath im Zuge ihrer linguistischen Forschungen standardisiert und verschriftlicht.
Zu Raths Forschungen liegen umfangreiche Dokumente vor, die in der Evangelisch-Lutherische Kirche in der Republik Namibia (ELCRN) in Windhoek und in der National Library of South Africa, Kapstadt archiviert sind.

### Von Rath erstellte Dokumente im Bestand der Archive (Auswahl)

#### In derELCRN
- Wörterbücher des Otjiherero von J. Rath. Ohne Jahresangabe.

#### In derNLSA
- Materials for a Nama Grammar presented by Revd. J. Rath. 1862.
- Six Otshi herero Fables by Revd. F. Rath. 1859.
- Deutsch-Otyihereró Wörtersammlung von Johann Rath. 1873.
- Materialien zu einem Otyihereró-Deutschen Wörterbuche. 1865.
- A short English Otyihereró Vocabulary by Revd. J. Rath. Ohne Jahresangabe.

### Weitere Werke (Auswahl)
- Buchstabir- und Lautirbuch in der Herero-Sprache. Solomon. Kapstadt. 1846.
- To the Rev. Mr. Morgan. Veröffentlicht in: South African Commercial Advertiser. 24. Dezember 1857